# OCCUR (organización)
OCCUR, antes conocida como Asociación japonesa por el movimiento gay y lésbico (特定非営利活動法人アカー?) es una asociación japonesa centrada en los derechos de la comunidad LGBTQ+ fundada en 1986. La asociación también se dedica a sensibilizar a la población sobre el VIH/sida y a proporcionar apoyo médico para el mismo.

## Historia
OCCUR fue fundada en 1986 tras dividirse de ILGA Japón debido al descontento de varios miembros jóvenes con el liderazgo del grupo. El grupo se hizo conocido por asumir roles más proactivos en los medios y en el ámbito legal que otras organizaciones japonesas anteriores.
En febrero de 1990 los miembros de OCCUR pasaron la noche en la Casa de la Juventud de Fuchu para una sesión de estudio. Después de que los miembros se presentaran como miembros de una organización LGBTQ+, sufrieron el acoso tanto de otros visitantes como del propio director de la instalación, que posteriormente les prohibió la entrada. En 1991 OCCUR demandó al Gobierno Metropolitano de Tokio por discriminación y la batalla legal posterior se convirtió en una de las prioridades de la asociación. Tras dos juicios diferentes OCCUR ganó el caso contra el gobierno el 16 de septiembre de 1997. Desde entonces, esta sentencia ha sido considerada un importante punto de inflexión jurídico en el tema de la discriminación contra las minorías sexuales y disidencias en Japón.
El 2 de diciembre de 1999, OCCUR fue registrada oficialmente como organización sin ánimo de lucro.
En 2018, el nombre oficial del grupo pasó de ser  "Asociación Japonesa por el Movimiento Lésbico y Gay" a "OCCUR", nombre que habían estado utilizando desde que se formó la organización.